# 凱庫拉
凱庫拉（英語：Kaikōura）是位於紐西蘭南島東岸北部的小鎮兼二級行區域，即凱庫拉區（英語：Kaikōura District）。位於紐西蘭1號國道上，基督城北邊約180公里處。永久居住人口數約2,400人（2020年6月統計）。
本小鎮是凱庫拉區區治所在地，行政區劃上屬於坎特伯雷大區的一部分。 凱庫拉是南半球第一個達EarthCheck標準認可的社區。
凱庫拉是紐西蘭熱門的觀光景點之一，當地旅遊最主要的特色是賞鯨，其次是跟海豚近距離接觸或一起游泳。本小鎮也是觀察新澳毛皮海獅最佳觀賞處。
本小鎮的基礎設施在2016年的地震遭到嚴重毀損，地震更引發了小型海嘯，更使海灣及周邊區域被抬升2米左右。地震造成了2人死亡、57人受傷，阻斷了交通通行，使往返凱庫拉的車輛和鐵路列車因公路和鐵路毀壞而無法進出，一千名遊客和數百名居民受困。由於陸上交通都遭到毀壞無法進出，政府當局派出空軍直升機將許多人運送出來，海軍方面派出坎特伯雷號多任務艦L421運送數百名遊客撤離。 

## 名稱
地名原文「Kaikōura」意思是“龍蝦料理”，毛利語「kai」是食物，「kōura」是龍蝦。本地盛產一種分布在紐西蘭的龍蝦，至今龍蝦依然在小鎮扮演重要角色，不少餐廳都會提供用龍蝦做成的料理 。

## 歷史
毛利人在登陸紐西蘭後立即定居在此地，恐鳥骨骼在此地出現的證據顯示毛利人曾在這狩獵恐鳥。 從1670年起納塔胡部落便一直住在凱庫拉。至少有14到40個定居點位址在凱庫拉出現過。
庫克船長在1770年有經過凱庫拉但沒登陸。但曾紀錄過這裡有四艘雙殼舟，總共57位毛利人試圖接近奮進號。
在1827–1828年，納提托亞部落和納塔胡部落發生了較大規模的部落衝突，造成數百人傷亡。 納塔胡部落對納提托亞部落突襲感到驚訝，因為他們正在期待納提卡杭谷努部落的來訪，而該兩個部落之間互相友好。
凱庫拉第一間捕鯨站在1842年由羅伯特·菲夫設立，其後約翰·加德（John Guard）在1844年至1846年跟他的家人一起加入捕鯨業，總計初期有40位男性員工在此捕鯨站工作。1845年，他在南部海灣買了第二間捕鯨站，隨後第二間捕鯨站成了小鎮的中樞到1867年。因此區域的鯨魚受濫捕影響導致數量大幅減少，菲夫只好轉行運輸業和農業持續做他的生意直到逝世。 但捕鯨站直到1922年持續運作著。
紐西蘭政府於1847年從納提托亞部落購買了凱庫拉以北的土地。納塔胡部落對此提出質疑，納塔胡部落認為納提托亞部落無權出售不屬於他們的土地。1857年紐西蘭政府以200英鎊的價格購買阿什利河（Ashley River）和懷奧河（Waiau River）之間的土地，由納塔胡部落簽署並完成了所有土地交易。當地毛利人只分配到少數區域，這些保留給毛利人的區域在1900年被紐西蘭政府以興建鐵路和改善“地景”為由強制徵收更多土地後，空間更少了。
1850年代時，凱庫拉獲得的土地都會出售給歐洲開拓者，他們在這些區域開設綿羊牧場。半島周圍很多區域被出售，小鎮開始逐漸發展，1870年代開通了道路和橋樑，一座小型碼頭於1863年建成。通往羅瑟勒姆的公路於1888年建成，這條路在1890年代修建成了紐西蘭1號國道，增加了跨越亨達利山丘的路段，1914年建成跨河橋樑。
從1853年至1876年，凱庫拉劃定為尼爾森省的一部分。1876年凱庫拉郡組成，隨後到1900年便在這些平坦空地種了59顆異葉南洋杉，這些樹現在以“保育類樹種”的狀態由區議會成員保護著。
1935年，由於修建鐵路需要大量勞動力，人口一度大幅增加。1945年12月鐵路建成，由基督城至皮克頓的鐵路正式在凱庫拉竣工，當時約有5,000人慶祝這條鐵路線開通。
1970年代，由於漁業資源逐漸枯竭，導致凱庫拉賴以為生的產業衰退，經濟發展逐漸停滯，使得本區不得不轉型朝旅遊業發展。1975年，已可提供304張汽車旅館床位和500張露營地床位及旅館床位。馬爾堡區發展委員會指出，這裡有人投資住宿，但沒人投資旅遊景點。1984年工黨新任首相當選後的經濟重置也對本區產生不利影響，農場沒了收入，公共部門就業受到嚴重影響，本年足足失去了170個工作崗位。
1985年，一群當地有志人士在凱庫拉建立了旅遊中心，將本區的特色作為旅遊目的地進行宣傳。此時的重點在於吸引觀光客，賺取觀光收入以建設步道和風景區。
1987年賞鯨業的來臨，開始使本區的經濟復甦，當地部落領導人擔心當地失業問題，抵押他們的房屋而買了6.7米長的賞鯨船，開啟了賞鯨業務，以吸引觀光客觀賞抹香鯨為賣點。第一年就有超過3,000位觀光客來本區賞鯨。至此成了本區一大支柱的產業，每年吸引100,000人次來賞鯨，成為凱庫拉目前最大的收入來源。

## 地理
凱庫拉區最重要的海岸線是從康維河河口到克拉倫斯河河口這一段，通稱為「凱庫拉海岸」。該段海岸線在南島東海岸頗為特殊，因為幾乎沒有沿海平原地形。瀕海的凱庫拉嶺為南阿爾卑斯山脈的一條分支，直接從海洋聳起。
凱庫拉的環境特色是優美的景色，可映入眼簾地觀看凱庫拉嶺，正因如此，本小鎮建造了很多步道上山穿過山脈，讓遊客到不同區域觀賞不同景色。最常用的步道是往菲夫山（Mountain Fyffe）的步道，在菲夫山的山頂就可看到凱庫拉半島的全景。
菲夫山（Mountain Fyffe）的名稱是為紀念菲夫家族而得名，他們是第一個居住在凱庫拉的歐洲移民家族。其於1842年建造的村舍至今仍屹立不搖，現在是凱庫拉熱門的旅遊景點，由紐西蘭遺產局管理。該村舍最大的特色在於其基礎結構是由鯨骨製作而成的。
本小鎮位於凱庫拉半島，從本島延伸至小鎮以南海域，產生了上升海流，吸引很多從希庫朗伊海溝附近地帶游來此處的生物聚集。受惠於當地海流帶來的豐富漁業資源，凱庫拉成了當時紐西蘭捕鯨業的中心。但隨著捕鯨禁令的實施，凱庫拉受到影響而衰退，如今靠著轉型成賞鯨業吸引大量觀光客，這項產業成功地使凱庫拉成了紐西蘭賞鯨業的中心。
本小鎮東部邊緣也是一大群新澳毛皮海獅群聚地，退潮時可更好地觀察海獅群。由於位置是在較能步行的岩石區塊，在這可在此區域步行一段距離，較近地觀察海岸的生態。本小鎮也是世界上觀賞信天翁、海燕及海鷗等海鳥的最佳賞鳥地點之一。

### 氣候
| 凱庫拉                  | 凱庫拉      | 凱庫拉      | 凱庫拉      | 凱庫拉      | 凱庫拉      | 凱庫拉      | 凱庫拉      | 凱庫拉      | 凱庫拉      | 凱庫拉      | 凱庫拉      | 凱庫拉      | 凱庫拉      |
| 月份                    | 1月         | 2月         | 3月         | 4月         | 5月         | 6月         | 7月         | 8月         | 9月         | 10月        | 11月        | 12月        | 全年        |
| ----------------------- | ----------- | ----------- | ----------- | ----------- | ----------- | ----------- | ----------- | ----------- | ----------- | ----------- | ----------- | ----------- | ----------- |
| 平均高温 °C（°F）       | 20.6 (69.1) | 20 (68)     | 18.8 (65.8) | 16.6 (61.9) | 14.1 (57.4) | 11.6 (52.9) | 10.9 (51.6) | 11.5 (52.7) | 13.6 (56.5) | 15.3 (59.5) | 16.9 (62.4) | 19.1 (66.4) | 15.8 (60.3) |
| 平均低温 °C（°F）       | 12.8 (55.0) | 12.8 (55.0) | 11.9 (53.4) | 9.9 (49.8)  | 7.7 (45.9)  | 5.8 (42.4)  | 5.1 (41.2)  | 5.6 (42.1)  | 6.7 (44.1)  | 8.2 (46.8)  | 9.8 (49.6)  | 11.7 (53.1) | 9.0 (48.2)  |
| 平均降水量 mm（）       | 47 (1.9)    | 59 (2.3)    | 92 (3.6)    | 81 (3.2)    | 71 (2.8)    | 75 (3.0)    | 80 (3.1)    | 78 (3.1)    | 70 (2.8)    | 74 (2.9)    | 60 (2.4)    | 54 (2.1)    | 844 (33.2)  |
| 来源：NIWA Climate Data |             |             |             |             |             |             |             |             |             |             |             |             |             |

## 人口
根據2018年度紐西蘭人口統計，凱庫拉區人口數為3912人，較2013年度人口統計的增加360人， 更比2006年度人口統計增加291人。區內總戶數為1458戶。性別方面，男性1998人、女性1911人，性別比為1.05。年齡方面， 630人（16.1%）為15歲以下、600人（15.3%）為15至29歲、1,848人 （47.2%）為30至64歲、831人（21.2%）為65歲以上。
種族構成歐裔占86.0%、毛利人占18.4%、太平洋民族占0.8%、亞裔占4.1%、其他民族占2.6%。
海外出身者占15.7%，較全國平均27.1%少。
宗教方面，49.5%沒有宗教信仰、38.9%為基督教、4.3%為其他宗教。
教育及就業方面，417人（12.7%）擁有學士或更高學歷、738人（22.5%）不符就業資格、收入中位數為$32,400紐西蘭元（$22768.74美元）。1,806人 （55.0%）為全職、564人（17.2%）為兼職、39人（1.2%）為失業。

## 經濟
根據2013年統計，凱庫拉區最大的行業是住宿及食品服務約19.5%、其次是農業、林業、漁業約17.7%和零售業約11.5%。
其經濟收入在過去最主要是捕鯨產業，現在是以觀光業及轉型來的賞鯨產業為最主要收入來源。

## 文化
在毛利人神話中，凱庫拉半島是英雄毛伊在北島大海捕魚時來到的覓境之處。
塔卡杭加集會所（Takahanga Marae）是納塔胡部落位於塔庫拉的集會所。

## 政府

### 地方政府歷史
依行政區劃，此區當初是屬於尼爾森省的一部分。當馬爾堡省從尼爾森省分裂出來時，凱庫拉成了馬爾堡省的一部分，而康維河成了本區的南部邊界。「省」於1876年廢止，改制為「郡」。
本區在1877年組成了凱庫拉郡， 1940年本郡的邊界向北調整，接管了阿沃特郡（Awatere County）東海岸大部分區域，當時有請願將切奧維特郡的土地轉移至凱庫拉郡，但失敗。1952年有人提議將在本區設為自治市鎮，但所產生的問題在皆在多年後解決而沒有設立。1971年成立胡魯努伊郡（Hurunui County）的計畫將使凱庫拉納郡失去亨達利山丘以南的地區，結果沒有實行。
1989年紐西蘭地方政府重組，廢止了所有的郡，取而代之的是區和大區議會。凱庫拉便是從郡直接變為區，而亨達利山丘以南的土地轉移至胡魯努伊區，如同1971年的計畫一樣。在大區層面上，凱庫拉屬於尼爾森–瑪德堡大區議會，然而該大區議會短短三年就宣告解散，其職能轉交至數個單一管理區之議會。凱庫拉轉移至坎特伯雷大區議會之下。1993年凱庫拉區選民發起請願，要求將凱庫拉區北部59%土地轉移至瑪爾堡區，但遭到地方政府委員會拒絕。2009年再發起了一次請願，要求將凱庫拉區和胡魯努伊區合併，同樣也被拒絕。
以省週年紀念日來說，凱庫拉因歷史淵源會慶祝馬爾堡省紀念日。這意味著2011年坎特伯雷地震紀念日法案規定的公共假日不適用於凱庫拉區，它僅適用於慶祝坎特伯雷週年紀念日的地區。

### 凱庫拉區
凱庫拉區總面積約2,046.41平方公里（790.12平方英里），包括如下地區：
| - 主要社區： - Kekerengu - Clarence - Rakautara - Hapuku - Ocean Ridge - The Elms - Peketa - Goose Bay - Omihi - Oaro | - 次要社區： - Ngaio Downs - Parikawa - Mangamaunu - South Bay - Mount Fyffe - Swyncombe - Mount Furneaux - Lynton Downs | - 其他社區： - Waipapa Bay - Okini Bay - Half Moon Bay - Puhi Puhi - Inland Road |

### 區代表
凱庫拉鎮在1860年時，是由尼爾森省議會的阿穆里（Amuri）社區選民當選代表。此選舉經驗促成了此後每年從本區數個社區候選，高票選出區代表的傳統。

## 交通
城鎮位於紐西蘭1號國道和南島主幹線鐵路的北段路線上。

### 航空
凱庫拉有一座小型簡易機場，位在城鎮中心西南方約6公里處。該機場主要迎接賞鯨旅遊觀光團，其次是用於停駐小型私人飛機和包機搭送。曾有峽灣航空的航班在此機場往返威靈頓和基督城。威靈頓的航班現在是由凱庫拉航空服務。

### 陸上
凱庫拉由南島主幹線鐵路之主北線延伸通過，以北路線於1944年3月13日開通，以南路線於1945年12月15日開通，後者完成基督城至皮克頓的全線通車。
凱庫拉車站有太平洋海岸號長途客運列車停靠，向南連接基督城，向北連接皮克頓及庫克海峽渡輪。該車站亦是紐西蘭最後為乘客提供茶點的車站，於1988年停辦，該項服務是由太平洋海岸號特快列車引入的。
貨運列車也經過城鎮，主要是在基督城的米德爾頓和皮克頓的島際鐵路渡輪之間運送貨物。

## 圖輯

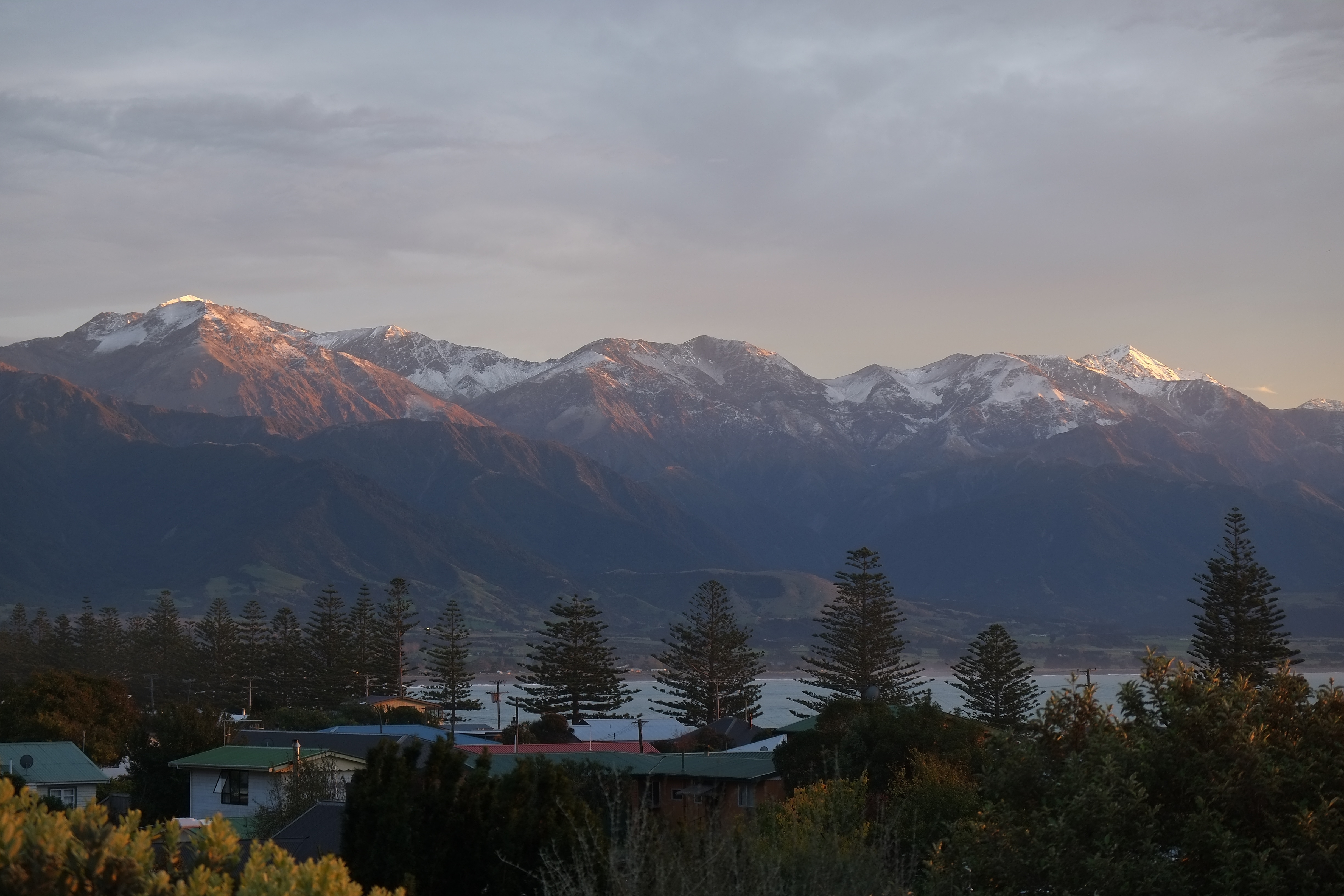
凱庫拉嶺
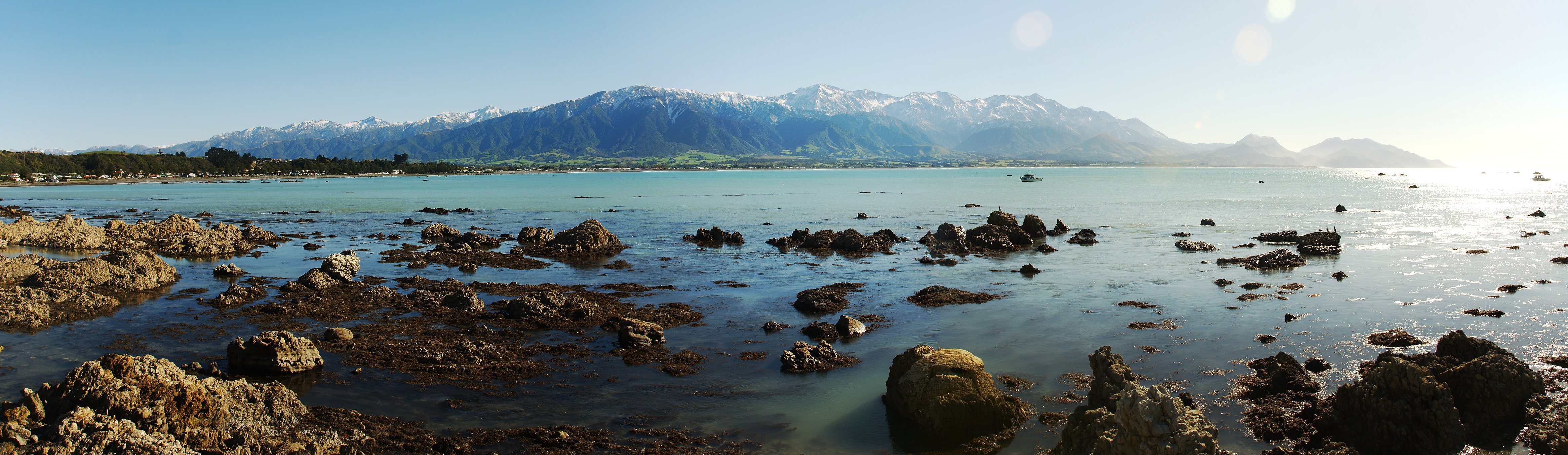
凱庫拉嶺山區
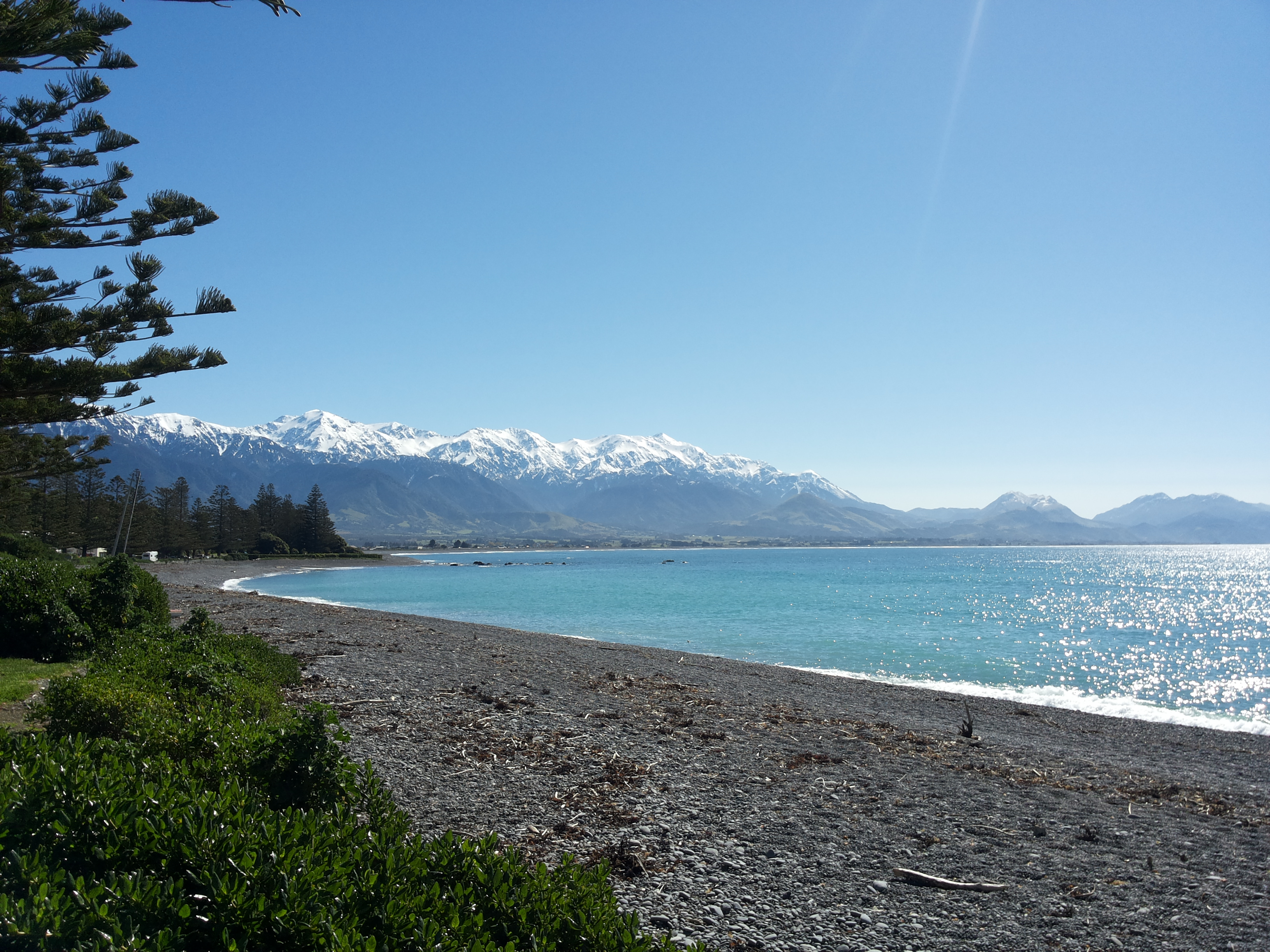
凱庫拉嶺沙灘
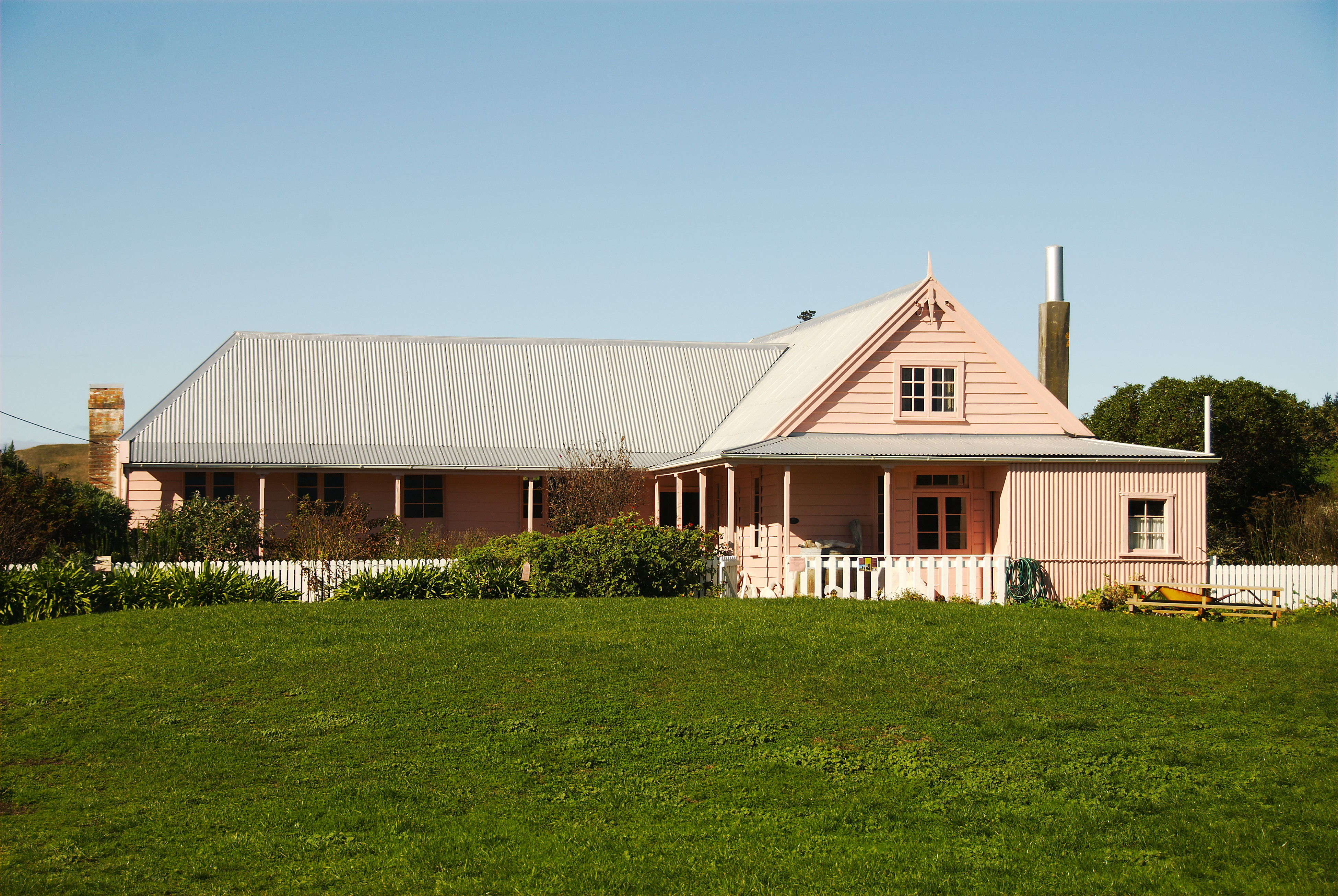
非夫村舍
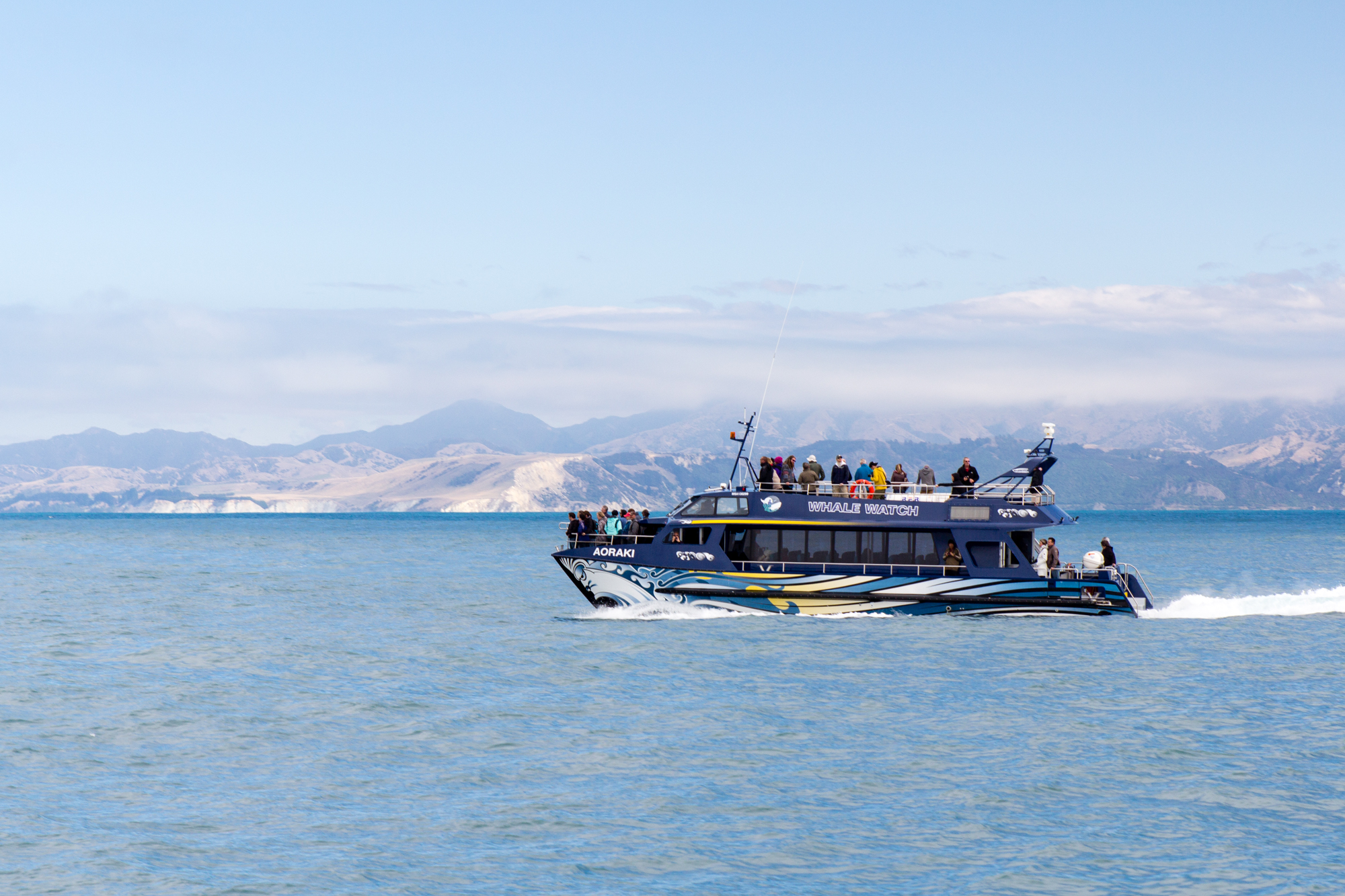
賞鯨船
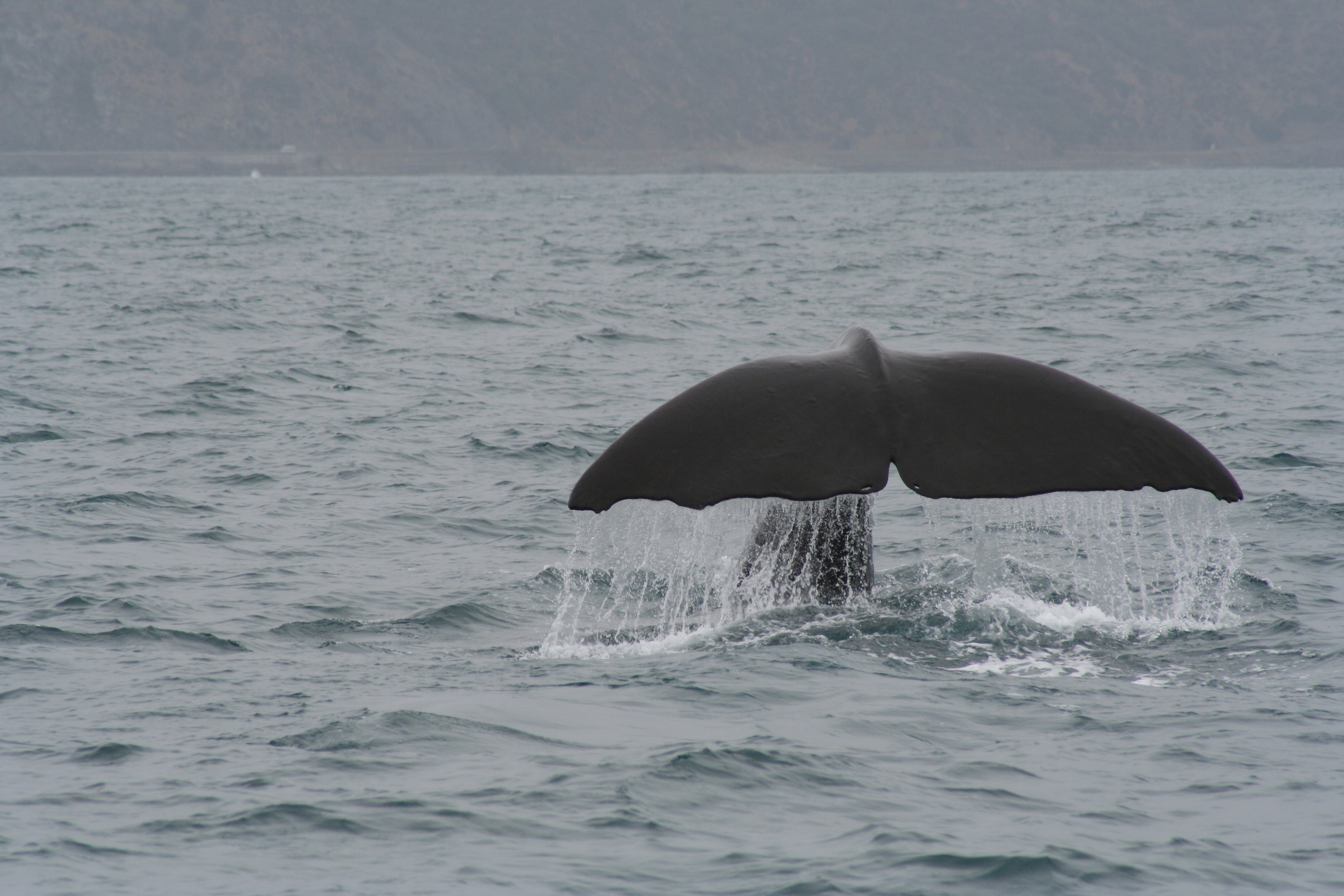
在賞鯨船看到的抹香鯨
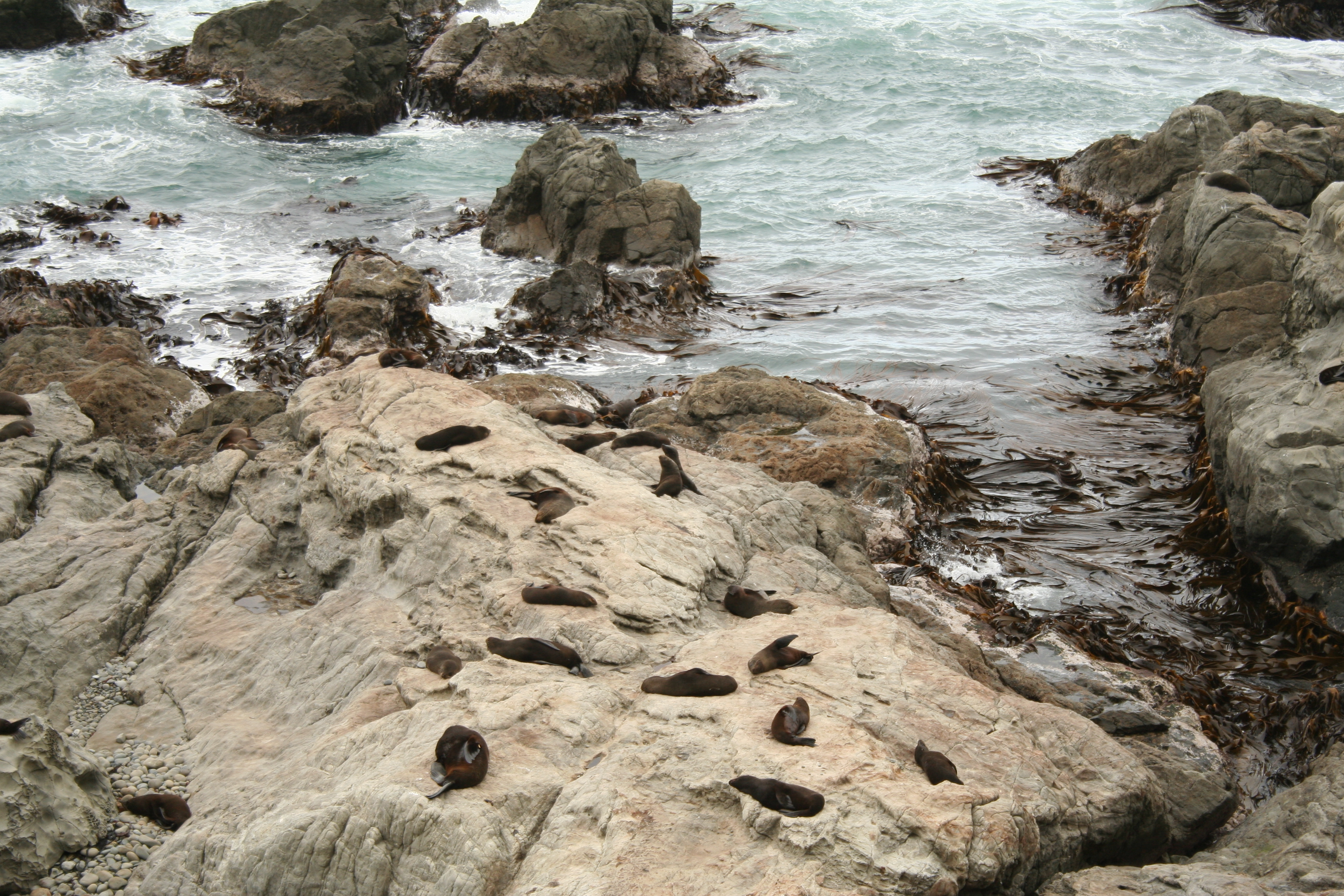
凱庫拉半島棲息的海獅群
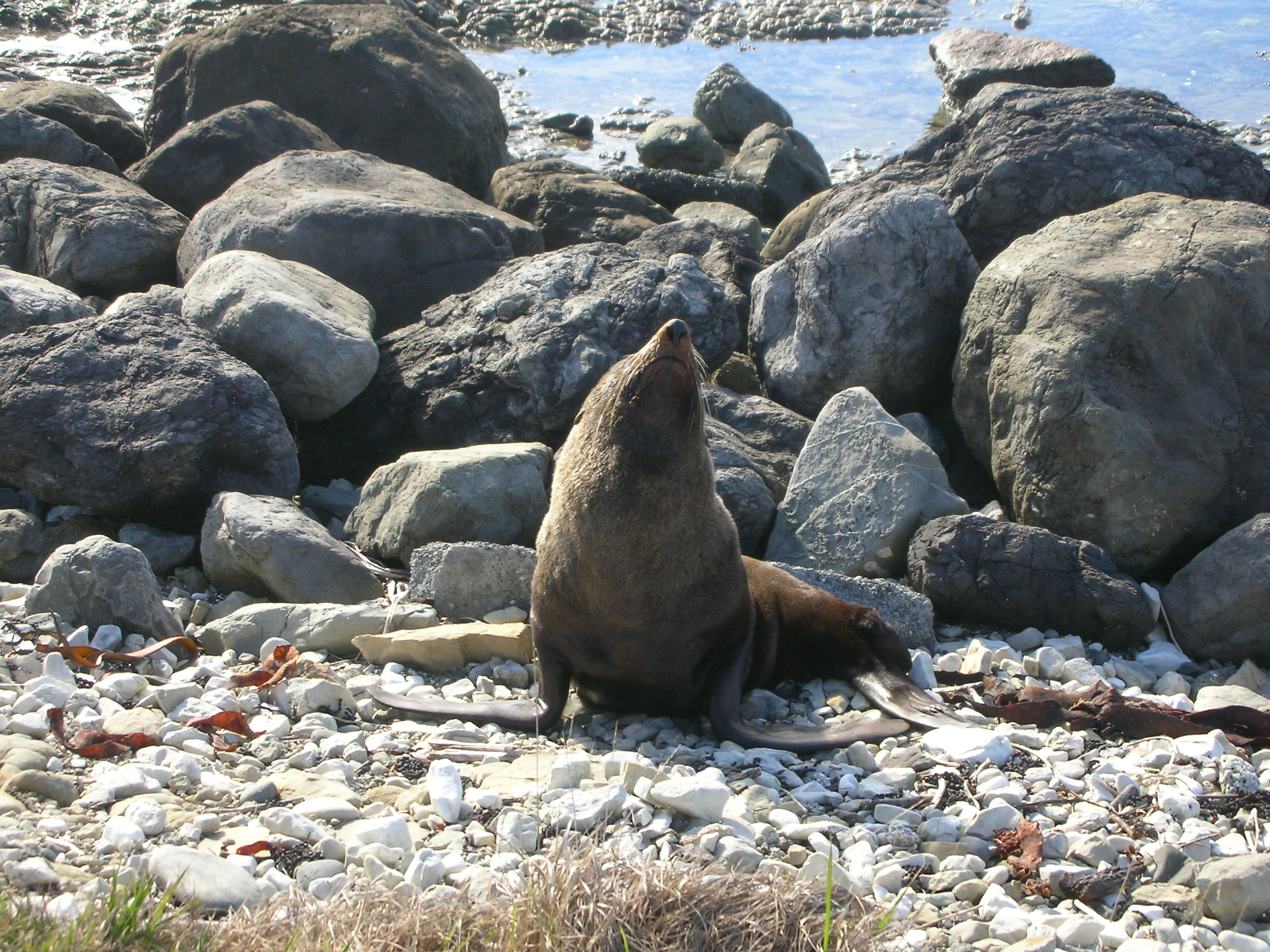
在凱庫拉海岸邊的新澳毛皮海獅

## 外部連結
- 官方區議會網站 （页面存档备份，存于）
- 官方旅遊資訊網站 （页面存档备份，存于）